# Tamarixia nocturna
Tamarixia nocturna är en stekelart som beskrevs av Kostjukov 2000. Tamarixia nocturna ingår i släktet Tamarixia och familjen finglanssteklar. Inga underarter finns listade i Catalogue of Life.